# موقد الشواء

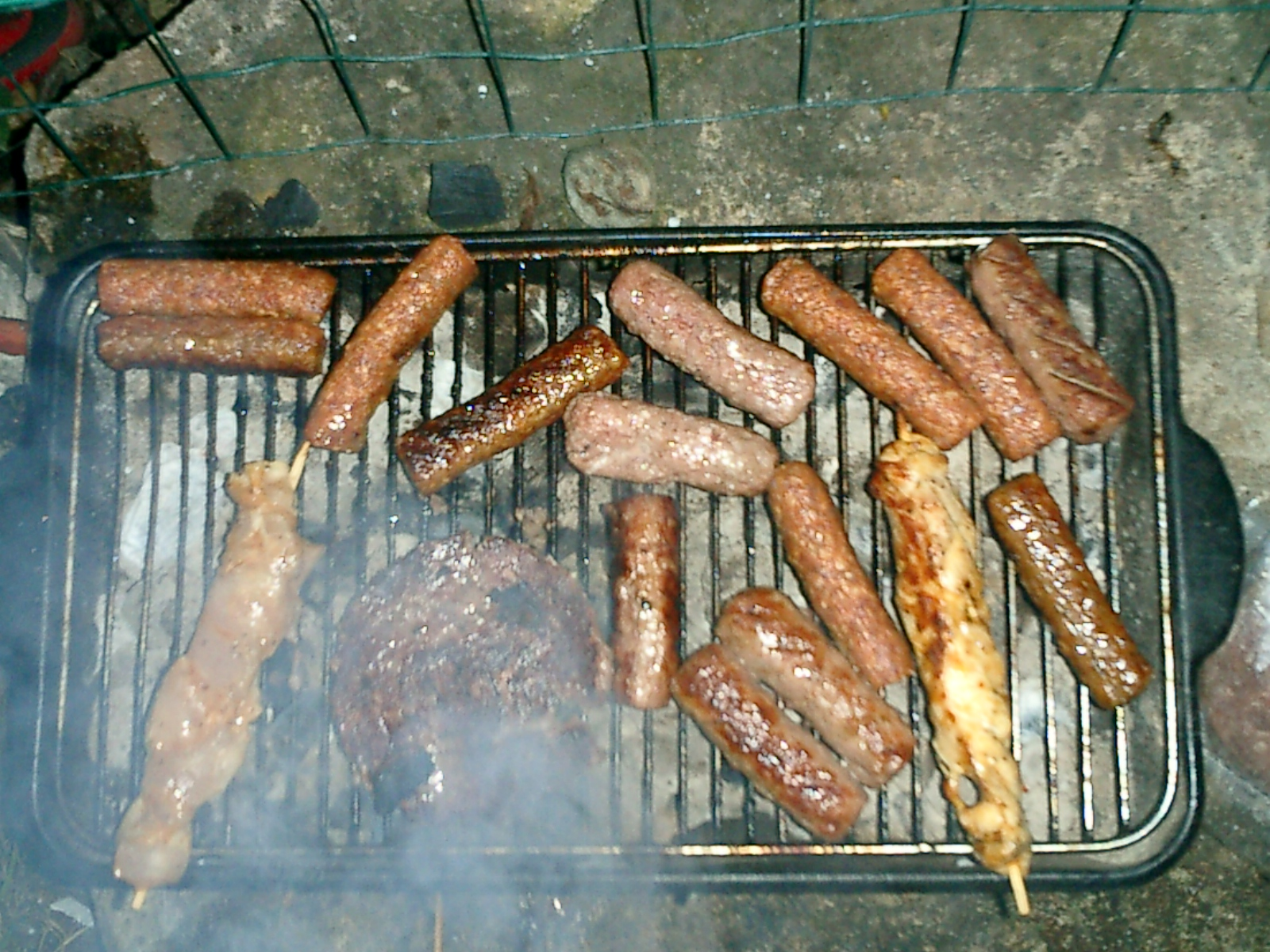
اللحوم المشوية على موقد الشواء

موقد الشواء أوالمنقل أو كانون الشواء، وهو موقد شواء داخلي متنقل، وهو بديل عن الفرن الغربي (الموقد العادي).

## وصف
يستخدم الموقد لشواء اللحوم المختلفة، مثل الهمبرغر والكباب وأجنحة الدجاج وصدر الدجاج وشيش كباب، وأيضًا يستخدم لتحميص الخضروات والسلطات والأطعمة الباردة الأخرى التي تقدم مع اللحوم المشوية.
في تركيا، يعد العيران من المشروبات الشائعة خلال حفلات الشوي وكذلك راكي، وهم بعض أنواع المشروبات. يشير مانجال أيضًا إلى تجمع العائلة أو الأصدقاء في الحدائق أو مناطق النزهات.

## معرض الصور

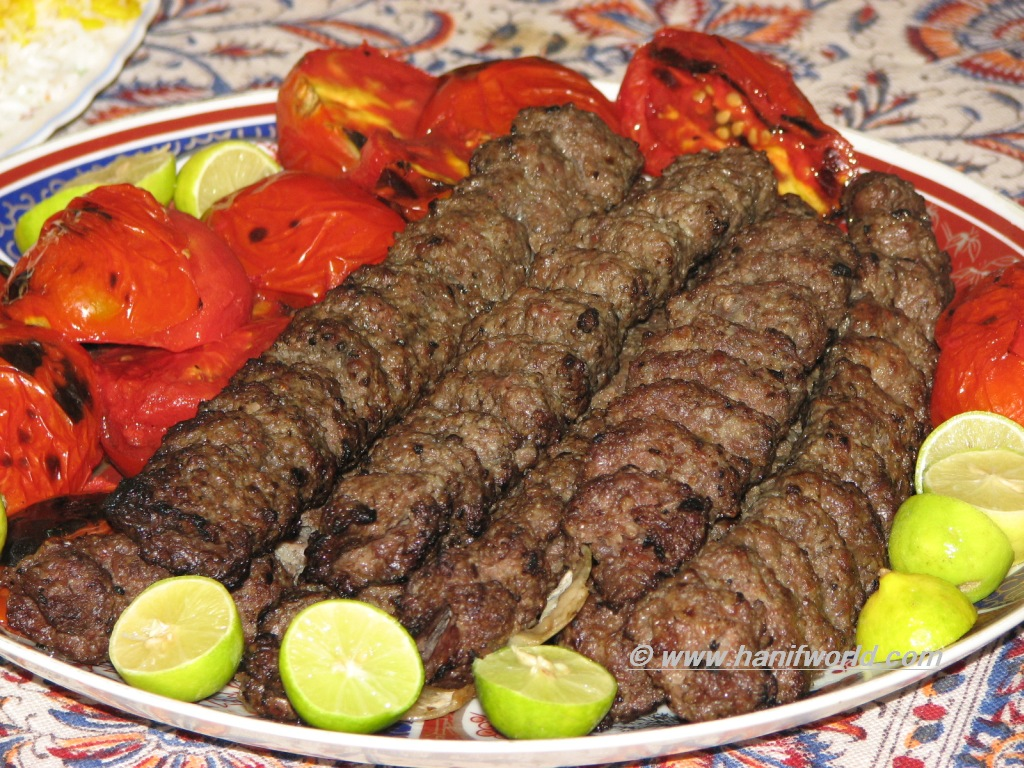
الكباب المشوي على موقد الشواء
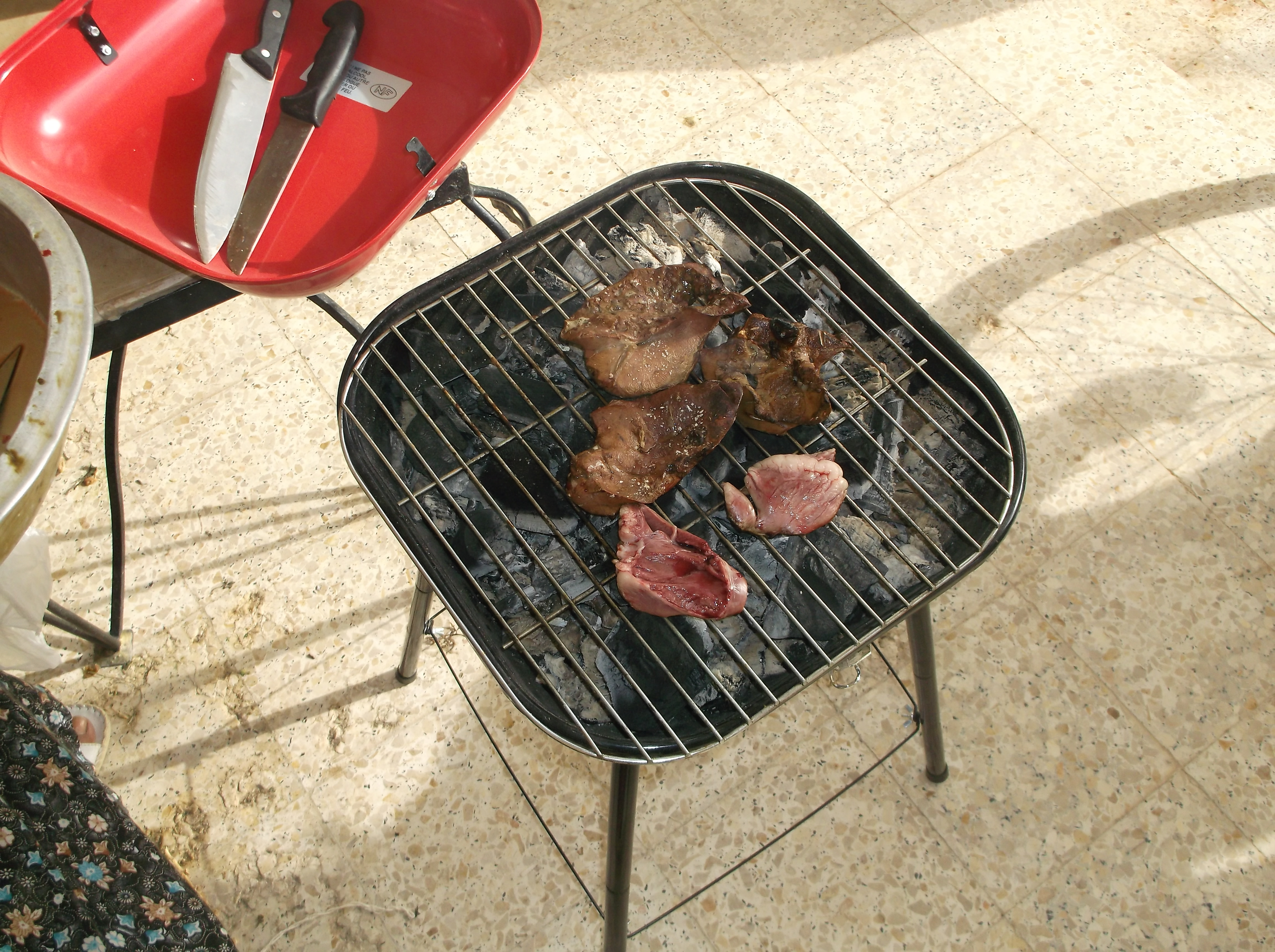
الشوي على موقد الشواء
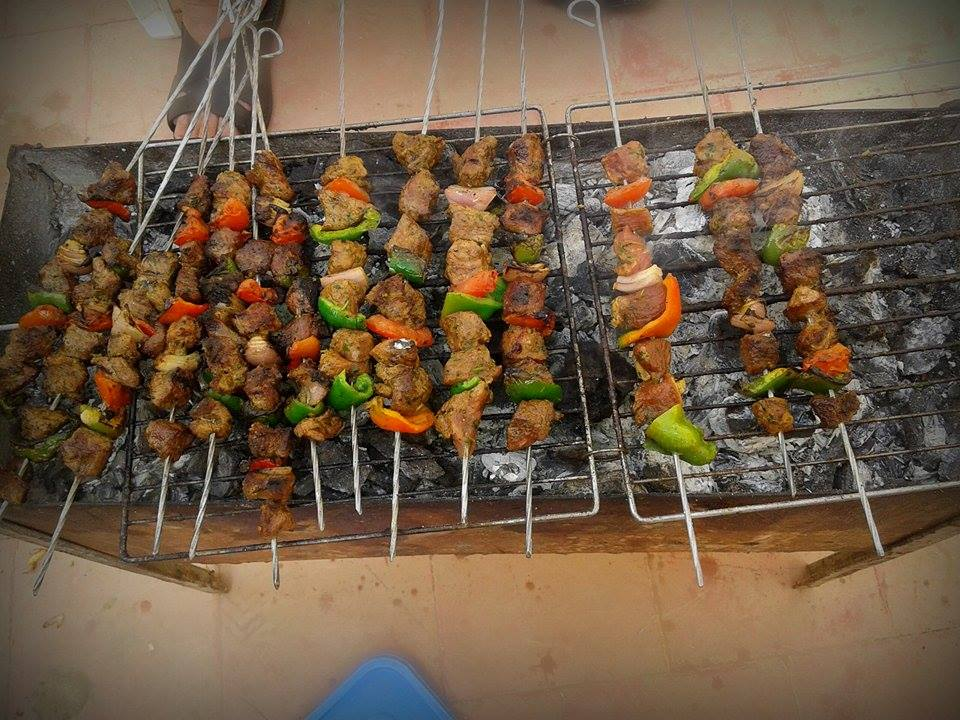
لحم مشوي مع خضار
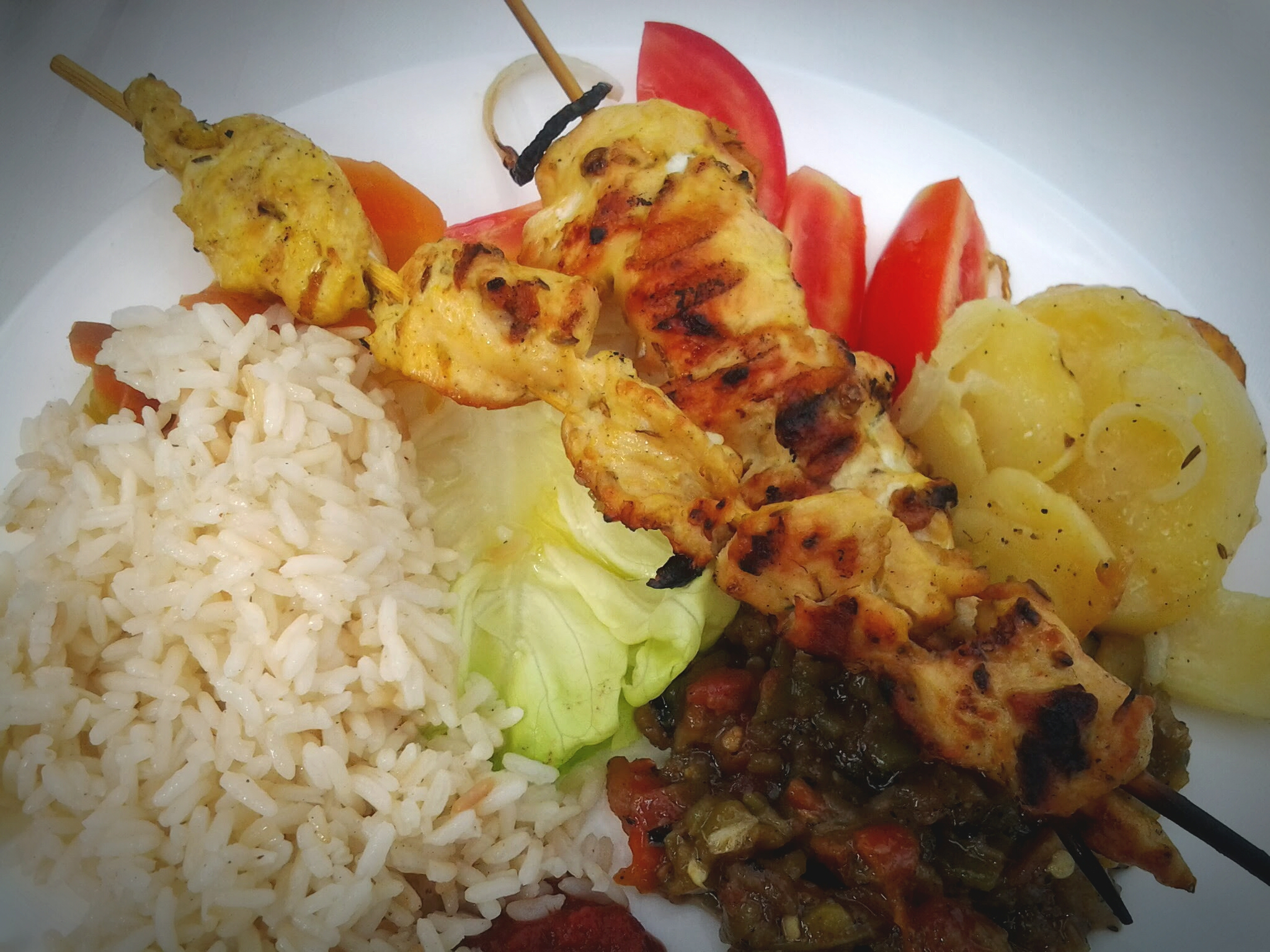
دجاج مشوي

## وصلات خارجية
الشوي والأدوات المستخدمة في الشوي